# Poroszsüveg-boltozat
A poroszsüveg-boltozat körülbelül egy méter tengelytávolságban kiosztott (2,5–3 m nyílásközű), lapos szegmensívű, többnyire Ⅰ keresztmetszetű gerendák, ritkábban használt nagyvasúti sínszelvények közötti dongaboltozat. A 2–3 cm ívmagasságú boltmezők alulról vízszintesre vakolhatók, így a poroszsüveg-boltozat alatt könnyű síkmennyezetet kialakítani.
A pincefödémeknél gyámfalra és harántboltövre, az emeleti födémeknél acélgerendákra építik.

## Falazása
Három falazási módja ismert:
- kupás falazás,
- fecskefarkú falazás,
- gyűrűs falazás

## Külső hivatkozások
- oszk.hu: terminológia – PDF, ábrákkal
- BME, Épületszerkezet Tanszék: Boltozatok – PDF, ábrákkal